# Schloßmuseum Murnau
Das Schloßmuseum Murnau ist ein Museum im bayerischen Markt Murnau am Staffelsee. Es ist im Murnauer Schloss untergebracht.
Das Museum gehört der MuSeenLandschaft Expressionismus an, zusammen mit dem Museum der Phantasie („Buchheim-Museum“) in Bernried am Starnberger See, dem Franz Marc Museum in Kochel am See, dem Museum Penzberg sowie der Städtische Galerie im Lenbachhaus.

## Geschichte
Den Kern des Murnauer Museumsgebäudes bildet ein mittelalterlicher Wohnturm des ehemaligen Schlosses. Durch Anbauten erhielt er im 16. Jahrhundert das heutiges Aussehen. Der Turm, seine in Deutschland einzigartigen Schiebefenster und archäologische Funde, Gefäß- und Ofenkeramik, Glas, Münzen und Tierknochen, geben Auskunft über den Burgenbau in Oberbayern vom 13. bis zum 19. Jahrhundert.
Über 400 Jahre war das Schloss Murnau der Amts- und Wohnsitz der Pfleger des Klosters Ettal, in dessen Namen sie die Gerichtsbarkeit ausübten. Nach der Säkularisation (1803) wurde die Anlage bis 1980 zu Wohn- und Schulzwecken genutzt. In den Jahren 1991 und 1992 wurde das Schloss als Einrichtung des Marktes Murnau zum Museum umgebaut.

## Abteilungen

### Murnauer Landschaft / Murnauer Moos
Diese Abteilung gibt einen Einblick in die Entstehung und in die einzigartige Vielfalt der Pflanzen- und Tierwelt am nördlichen Alpenrand mit dem Murnauer Moos.
Darüber hinaus werden die traditionelle wirtschaftliche Nutzung, der industrielle Gesteinsabbau im 20. Jahrhundert sowie die Bemühungen um die dauerhafte Erhaltung dieser Landschaft als bedeutendes Naturschutzgebiet dargestellt.

### Markt Murnau / Gewerbe und Hausgewerbe
Neben der Siedlungsgeschichte und der Entwicklung des Marktes Murnau werden als örtliche Besonderheit drei Hausgewerbe herausgestellt: die Hinterglasmalerei der Region, eingebettet in die übergreifende, jahrhundertelange Geschichte der Hinterglaskunst, die traditionelle Federblumenherstellung und die Lebzelterei.
Erläutert wird auch die Entwicklung Murnaus im 19. Jahrhundert zum Sommerfrischeort, an dem sich zugleich Städter in komfortablen Landhäusern niederließen und sich zahlreiche Künstler einfanden.

### Hinterglasbilder-Sammlungen Dammert und Gartner
Über die regionale Geschichte der Hinterglasmalerei hinaus zeigen die Sammlung Udo und Hedi Dammert sowie die Wilhelm Gartners die Vielfalt und Qualität dieser Kunst im internationalen Zusammenhang. Den Exponaten aus den großen europäischen Zentren des 18. und 19. Jahrhunderts – Bayern, Schwarzwald, Elsass, Schweiz, Oberösterreich, Böhmen, Mähren, Rumänien, England, Niederlande, Italien, Spanien – sind Glasbilder aus dem Iran, China, Indien, Indonesien und Japan gegenübergestellt.

### Malerei im 19. Jahrhundert
Im 19. Jahrhundert fanden zahlreiche Münchner Maler ihre Motive im reizvollen Alpenvorland, z. B. Franz Kobell, Eduard Schleich der Ältere, Adolf Heinrich Lier, Carl Spitzweg. Aus Murnau selbst stammten Johann Michael Wittmer, der als Maler und Schwiegersohn Joseph Anton Kochs sein weiteres Leben im Kreis der Deutschrömer verbrachte, sowie Philipp Sporrer (1829–1899), der an der Münchner Akademie der Bildenden Künste lehrte.

### Neue Künstlervereinigung München und Der Blaue Reiter
Die beiden Künstlerpaare Gabriele Münter / Wassily Kandinsky und Marianne von Werefkin / Alexej Jawlensky hielten sich zu einem ersten gemeinsamen Malaufenthalt im Sommer 1908 in Murnau auf. „Unter dem stilistischen und maltechnischen Einfluss von Werefkin und Jawlensky“ wurden damals Münter und Kandinsky zu jenem „großen Sprung vom Naturabmalen mehr oder weniger impressionistisch zum Fühlen eines Inhalts, zum Abstrahieren zum Geben eines Extraktes“ „inspiriert“, von dem die Münter sprach. Sie wurden Expressionisten. Im Winter 1908 wurde die Idee zur Neue Künstlervereinigung München im Münchener Salon der Werefkin geboren. 1909 gegründet, ist sie letztlich der Vorläufer des Blauen Reiters.
Seit 1908 bis zum Ausbruch des Ersten Weltkrieges fanden diese Künstler viele ihrer Bildmotive in Murnau, seiner Bevölkerung und seiner Umgebung. Eine besondere Bedeutung für die Malerei von Kandinsky und Münter kommt der bodenständigen Hinterglasmalerei zu, die damals noch von dem Murnauer Hinterglasmaler Heinrich Rambold (1872–1953) praktiziert wurde.

### Gabriele Münter
Mit mehr als 70 Gemälden, Zeichnungen, Hinterglasbildern und Graphiken präsentiert sich die umfangreichste öffentlich gezeigte Sammlung von Werken Gabriele Münters aus ihrer gesamten Schaffenszeit.
Zwischen 1908 und 1914 lebte Gabriele Münter mit Wassily Kandinsky in Murnau. Ihr Haus in der Kottmüllerallee wurde Treffpunkt für die Künstlerfreunde (u. a. auch Arnold Schönberg, Heinrich Campendonk und Paul Klee). Nach längeren Unterbrechungen verbrachte sie ihr weiteres Leben von 1931 bis zu ihrem Tod 1962 wieder ganz in Murnau, zusammen mit ihrem Lebensgefährten Johannes Eichner (1886–1958), in dem heute zugänglichen Münter-Haus.

### Ödön von Horváth
In der einzigen öffentlichen Dokumentation zu Leben und Werk des Schriftstellers und Dramatikers Ödön von Horváth wird sichtbar, wie eng er mit Murnau, wohin er seit 1920 zur Sommerfrische kam und seit 1924–1933 überwiegend lebte, verbunden war. Durch das örtliche Leben erhielt er wesentliche Anregungen für sein Werk. Die Ausstellung dokumentiert daher besonders seine Murnauer Zeit und die Werkbezüge zu Murnauer Ereignissen, Persönlichkeiten und Lokalitäten in den 1920er und 1930er Jahren. Vor deren Hintergrund entstanden mehrere seiner weltbekannten Stücke wie „Italienische Nacht“ und „Zur schönen Aussicht“ sowie der Roman „Jugend ohne Gott“. Als Murnau Hochburg des Nationalsozialismus wurde, kam es zu Zusammenstößen zwischen Murnauer Nationalsozialisten und Horváth, was ihn schließlich zwang, Murnau im Februar 1933 zu verlassen.

## Sonderausstellungen
Seit Eröffnung des Schlossmuseums am 1. Juli 1993 fanden jährlich ca. 3–4 Sonderausstellungen statt, die in Katalogen und anderen Publikationen dokumentiert sind.

## Fördervereine

### Stiftung Schloßmuseum Murnau
Um den Markt Murnau zu unterstützen und die Qualität der Museumsarbeit dauerhaft garantieren zu können, wurde 1994 die „Stiftung Schloßmuseum Murnau“, eine gemeinnützige Stiftung des öffentlichen Rechts, ins Leben gerufen.
Die Stiftung wirbt für die kunst- und kulturgeschichtliche Arbeit des Museums. Sie pflegt und vermittelt das örtliche wie das zur Weltkunst und Weltliteratur zählende kulturelle Schaffen Murnaus im Schloßmuseum.
Der Stiftungszweck wird durch die Zuwendung von Geld- und Sachmitteln verwirklicht. Die Stiftung fördert aus ihren Erträgen: den Erwerb von Exponaten, die Herausgabe von sachbezogenen Veröffentlichungen, die Finanzierung von Sonderausstellungen, Restaurierungen und notwendige konservatorische Maßnahmen.

### Förderkreis Schloßmuseum Murnau
Mit der Gründung des Schloßmuseums im Jahre 1993 übernahm der Markt Murnau die kulturelle Verantwortung, seinen Bürgern Zugang zu Werken der hier lebenden Künstler zu ermöglichen. Da solche Maßnahmen mit finanziellen Mitteln und Folgekosten verbunden sind, stellte sich sehr bald die Frage, wie der Haushaltsetat entlastet werden kann. So wurde bereits im November 1994 der „Förderkreis Schloßmuseum Murnau e. V.“ gegründet. Die Idee fand bei den Murnauer Bürgern großen Anklang, und so zählt der Förderkreis mit Stand 2018 über 800 Mitglieder.
Der Verein ist selbstlos tätig und ermöglicht mit seinen Mitgliedsbeiträgen und zusätzlichen Spenden von Mäzenen eine finanzielle Unterstützung sowohl bei der Erweiterung des Sammlungsbestandes als auch museumspädagogische Maßnahmen, um junge Menschen an Kunst und Kultur heranzuführen.

### Privatstiftung Schloßmuseum Murnau
Die Arbeit des Schloßmuseums wird auch von der „Privatstiftung Schloßmuseum Murnau“ unterstützt, die Ende 2007 von Privatleuten gegründet wurde. Das Unternehmen wurde mit einem Anfangskapital ausgestattet, um dessen finanzielle Basis langfristig zu sichern.

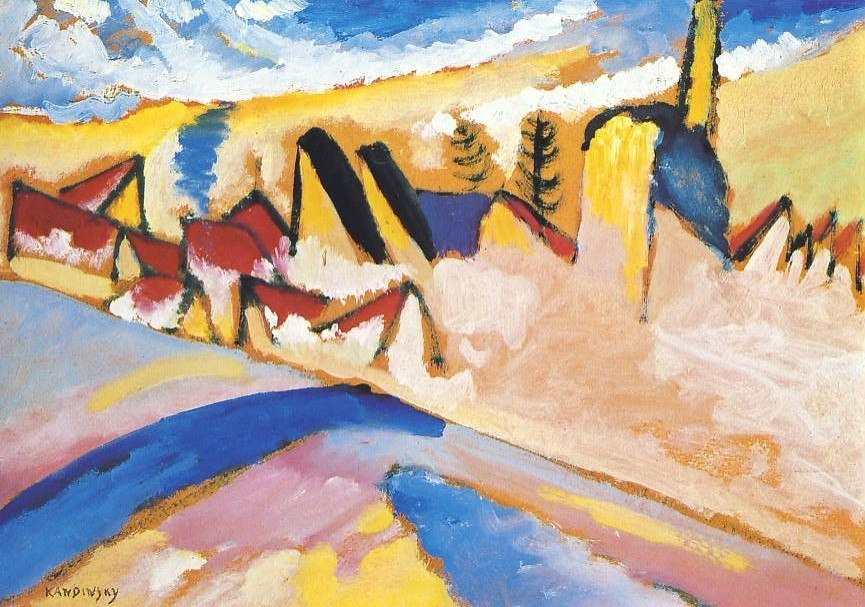
Wassily Kandinsky: Studie zu Winter II, 1910, Lenbachhaus München Inventar-Nr. GMS 47

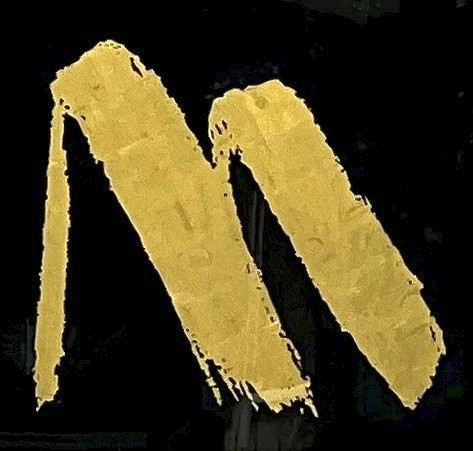
Signet-Darstellung über der Museums-Eingangstür

## Signet
Das Schloßmuseum führt ein markantes Signet, nämlich ein nach links geneigtes „M“, das von Wassily Kandinskys Ölgemälde Studie zu Winter II abgeleitet wurde. Dabei handelt es sich um das Motiv der Dächer des Schlosses, die Kandinsky 1910/11 vom Münter-Haus aus gesehen mit wenigen abstrahierenden Pinselstrichen darstellte. Es wird in allen Druckwerken des Museums verwendet, und es findet sich über der Museums-Eingangstür und auf Wegweisern und Infotafeln in Murnau.